# Nagaoka
Pour les articles homonymes, voir Nagaoka (homonymie).
Nagaoka (長岡市, Nagaoka-shi) est une ville située dans la préfecture de Niigata, sur l'île de Honshū, au Japon. Elle est la deuxième plus grande ville de la préfecture, après Niigata.

## Géographie

### Situation
Nagaoka se trouve au centre de la préfecture de Niigata et de la région environnante de Chūetsu.

### Municipalités limitrophes
| mer du Japon        | Niigata, Yahiko, Tsubame | Mitsuke |
| Izumozaki           | Nagaoka                  | Sanjō   |
| Kashiwazaki, Kariwa | Tōkamachi, Ojiya         | Uonuma  |

### Démographie
Le 11 octobre 2017, la population de Nagaoka était de 273 658 habitants, répartis sur une superficie de 840,88 km2. Elle était de 257 969 habitants en janvier 2024.

### Climat
Nagaoka a un climat continental humide caractérisé par des étés chauds et humides et des hivers froids avec de fortes chutes de neige. La température annuelle moyenne est de 13,3 °C. Les précipitations annuelles moyennes sont de 2 349,3, septembre étant le mois le plus humide.

## Histoire
Naoyori Hori est nommé seigneur de Nagaoka par les shoguns Tokugawa en 1616. Hori lance la construction d'une ville fortifiée (nommée Nagaoka) ainsi qu'un château dans la région de Zaōdō, sur le fleuve Shinano. Malheureusement, cette région étant régulièrement inondée, un nouveau château est alors construit sur le site actuel de Nagaoka, en 1617.
Nagaoka prospère sous le règne des treize générations du clan Makino de l'époque d'Edo (1603-1868). Lors de la guerre de Boshin en 1868, durant l'ère Meiji (1868-1912), le général Tsugunosuke Kawai mène les forces de Nagaoka contre le gouvernement Meiji. Nagaoka est vaincue et la cité réduite en ruines. Une cité voisine lui fait alors cadeau d'une centaine de sacs de riz qu'elle revend pour créer une nouvelle école. Ils privilégent l'investissement sur du long terme, plutôt que l'assouvissement de la faim immédiate. C'est de cette anecdote que l'expression « Kome hyappyo » est née.
La ville de Nagaoka et les clans alentour entrent dans la préfecture de Kashiwazaki (dorénavant Niigata) au début de l'ère Meiji. La municipalité moderne de Nagaoka est établie le 1er avril 1906.
Le 1er août 1945, Nagaoka est dévastée par 125 bombardiers B-29 dans un assaut aérien, tard le soir. 1 470 habitants périssent.
En janvier 1963, une des plus importantes tempêtes de neige au Japon touche Nagaoka.
Le 15 novembre 1982, la ligne Shinkansen Jōetsu arrive à la gare de Nagaoka.
Les 12 et 13 juillet 2004, des pluies torrentielles provoquent d'importantes inondations. Le 23 octobre de la même année, le tremblement de terre de Chūetsu cause de profonds dommages.
Le 1er avril 2005, les municipalités d'Oguni, Yamakoshi, Nakanoshima, Koshiji, et Mishima sont absorbées dans Nagaoka. Avant la fusion, la superficie de Nagaoka était de 262,45 km2, et la population de 192 292 habitants.
Le 1er janvier 2006, les municipalités de Washima, Yoita, Teradomari et Tochio sont officiellement intégrées à la ville de Nagaoka.
Le 31 mars 2010, le bourg de Kawaguchi fusionne avec Nagaoka.

## Culture locale et patrimoine
Le quartier de Settaya, au sud du centre-ville, est parsemé de structures historiques qui datent de l'ère Meiji (1868-1912) et l'ère Taishō (1912-1926). Certains de ces bâtiments sont toujours utilisés par des fabricants traditionnels (saké, sauce soja).

## Transports
Si l'automobile est le moyen de transport le plus utilisé, Nagaoka possède un large réseau de bus. La position de Nagaoka au centre de la préfecture en fait un point de jonction important au niveau des voies ferroviaires et autoroutes de l'est se dirigeant vers Niigata et Jōetsu. La gare de Nagaoka est desservie par la ligne Shinkansen Jōetsu.

## Jumelages
Nagaoka est jumelée avec :
- Fort Worth (Texas) (États-Unis) depuis le 9 novembre 1987,
- Taiarapu-Ouest (Polynésie française) depuis le 29 août 1991[5],
- Trèves (Allemagne) depuis le 1er avril 2006,
- Romainmôtier-Envy (Suisse) depuis le 1er avril 2006.

## Personnalités liées à la municipalité
- Etsu Inagaki Sugimoto (1873-1950), romancière japonaise
- Isoroku Yamamoto (1884-1943), amiral de la Marine impériale japonaise pendant la guerre du Pacifique, chef de la flotte combinée des forces japonaises, entre autres lors de l'attaque de Pearl Harbor en décembre 1941.